# Бой при село Пирин
Боят при село Пирин е сражение между обединени чети на Върховния македоно-одрински комитет и на Вътрешната македоно-одринска революционна организация с османски войски по време на Илинденско-Преображенското въстание в Серския революционен окръг, провело се на 1 септември 1903 година край село Пирин в едноименната планина. Сражението е едно от най-интезивните по време на въстанието.

## История
След като не успяват да обградят и унищожат обединените чети на ВМОК и ВМОРО в боя при оброчището „Света Троица“ на 30 август, османските войски решават да разгромят съседното село Пирин и на следния ден се насочват към него. Селото обаче е защитавано от местната милиция и върховистките чети на генерал Иван Цончев и полковник Анастас Янков (около 250 души). Четите водят престрелка с османците в местността Гарваница и след това организират отбраната на селото. Призори на 1 септември османските войски атакуват селото и избухва ожесточено сражение, което продължава през целия ден. В критичния момент следобед пристигат на помощ върховистката чета на Юрдан Стоянов и вътрешната на Яне Сандански и с повдигнат дух българите настъпват и прогонват османските войски. Вечерта е решено четите и жителите на селото да се изтеглят в планината. Войската се завръща и опожарява Пирин.